# Comarum
Comarum es un género con diez especies de plantas perteneciente a la familia de las rosáceas.

## Especies
- Comarum angustifolium
- Comarum arcticum
- Comarum digitatum
- Comarum flavum
- Comarum fragarioides
- Comarum palustre
- Comarum rubrum
- Comarum salessowii
- Comarum supinum
- Comarum tomentosum